# Leopold Příza
Leopold Příza, též Prziza (1805 – 3. července 1888 Konice), byl rakouský statkář a politik české národnosti z Moravy; poslanec Moravského zemského sněmu.

## Biografie
Patřil mu statek Konice. Jeho otec Karel Příza získal značný majetek jako majitel soukenické továrny v Brně. Karel Příza zbohatl během napoleonských válek. Roku 1825 zakoupil panství konické a stražické. Zemřel roku 1852 a majetek přešel na jeho tři syny, přičemž Leopold získal statek Konice. V 70. letech 19. století byl Leopold Příza jedním z žadatelů o povolení vzniku české akciové banky v Olomouci. Byl též majitelem mlýna ve Strážnici. Roku 1883 se stal členem výboru Muzejního spolku olomouckého.
V 60. letech se zapojil i do vysoké politiky. V doplňovacích zemských volbách 22. listopadu 1866 byl zvolen na Moravský zemský sněm, za kurii městskou, obvod Boskovice, Jevíčko, Konice, Tišnov. Na sněm se vrátil v zemských volbách v září 1871, nyní za kurii velkostatkářkou, II. sbor. Uváděl se jako kandidát autonomistické strany, tj. Moravské národní strany (staročeské). V 80. letech se uvádí jako volič Strany konzervativního velkostatku.
Zemřel v červenci 1888 ve věku 83 let. Příčinou úmrtí byla sešlost věkem. Tělo pak bylo převezeno k uložení do rodinné hrobky ve Stražisku.